# Руоти
Руо̀ти (на италиански: Ruoti, на местен диалект Ruòte, Руоте) е малко градче и община в Южна Италия, провинция Потенца, регион Базиликата. Разположено е на 751 m надморска височина. Населението на общината е 3551 души (към 2010 г.).